# Dometorina sicata
Dometorina sicata är en kvalsterart som beskrevs av Sandór Mahunka 1983. Dometorina sicata ingår i släktet Dometorina och familjen Hemileiidae. Inga underarter finns listade i Catalogue of Life.